# 에바 (음식)
에바(요루바어: ẹ̀bà, 이그보어: eba)는 고운 가리로 만든 서아프리카식 스왈로이다.

## 만들기
에바의 주재료는 카사바가루나 곡물가루 등을 볶아 만든 가리인데, 붉은 팜유를 넣어 만든 노란 가리를 쓸 경우에 노란 에바가, 팜유 없이 볶은 흰 가리를 쓸 경우에 흰 에바가 만들어진다. 가리는 이미 볶아져 있는 가루이므로, 익힐 필요 없이 뜨거운 물을 부어 불려 섞은 다음  반죽해 스왈로 형태로 뭉치면 된다.

## 사진

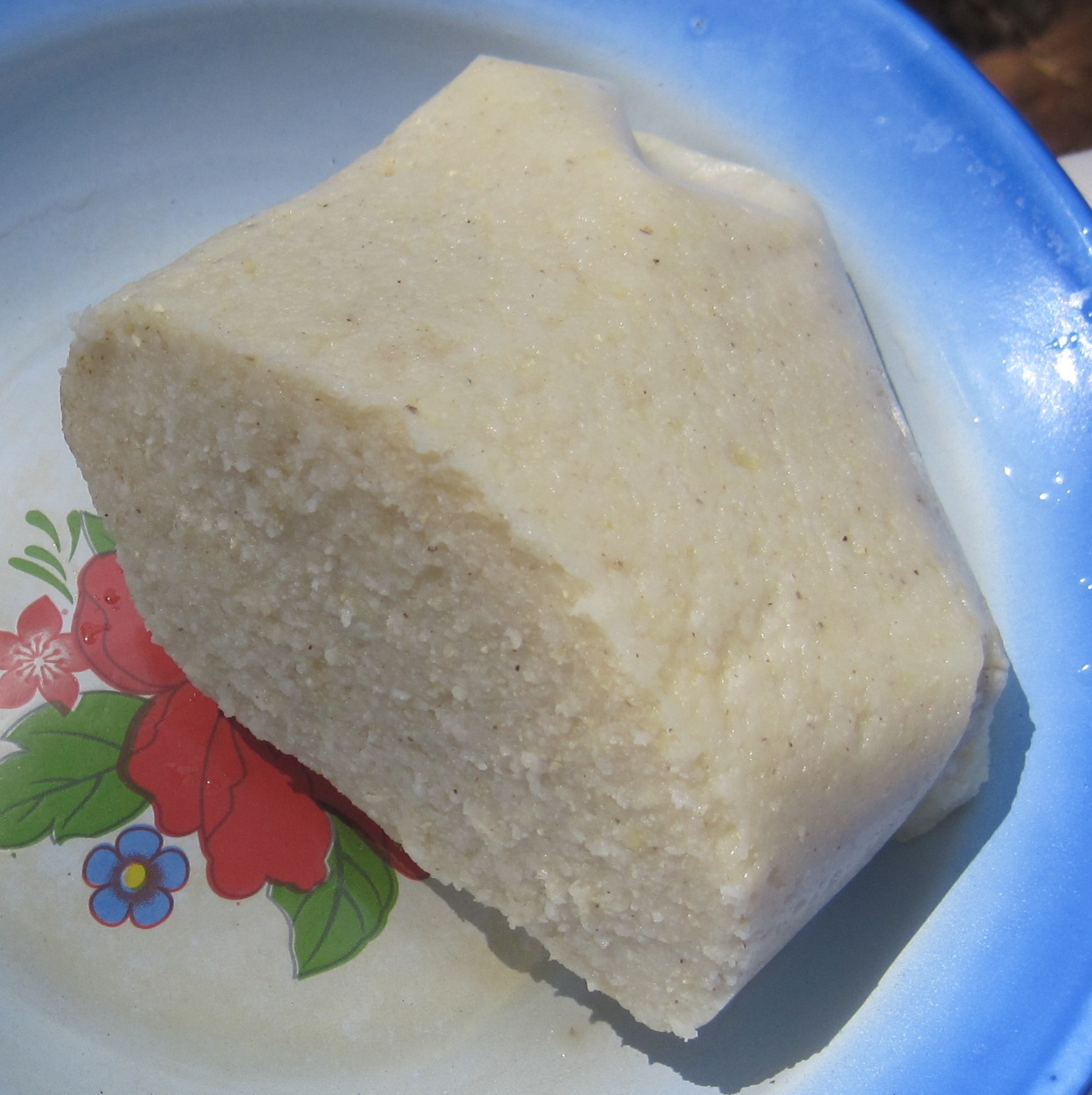
흰 가리로 만든 에바 단면
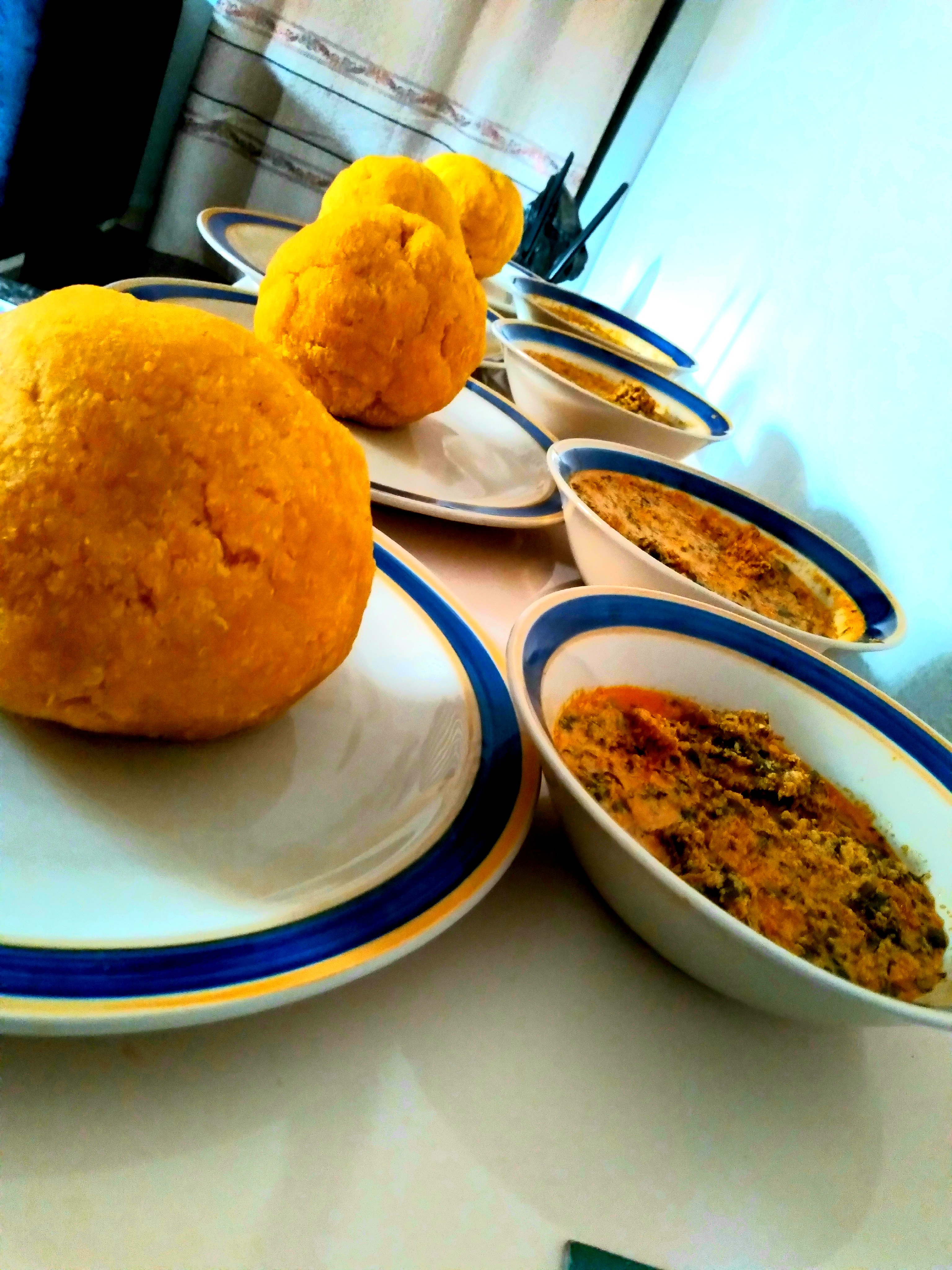
노란 가리로 만든 에바

## 같이 보기
- 반쿠
- 아말라
- 악플레
- 워
- 켄키
- 코콘테
- 투오 자피
- 투워
- 푸푸
- 플라칼리